# Sân bay quốc tế Aswan
Sân bay quốc tế Aswan (IATA: ASW, ICAO: HESN), cũng gọi là Sân bay Daraw, là một sân bay tại Aswan, Ai Cập.
Năm 2007, sân bay này phục vụ 979.034 lượt khách (tăng 12,0% so với năm 2006).

## Các hãng hàng không và các tuyến điểm
- Aigle Azur (Paris-Orly)
- Astraeus (London-Gatwick)
- EgyptAir (Abu Simbel, Cairo, Luxor)
- EgyptAir Express (Cairo)
- Lotus Air (Cairo)